# Brandpreventie
Onder brandpreventie verstaat men het nemen van maatregelen ter voorkoming en beperking van brand, de gevolgen van brand en het waarborgen van de ontvluchting van personen.

## Organisatorische maatregelen
Brandpreventie begint bij de mensen zelf, zij nemen de risico's waardoor een brand kan ontstaan.

### Apparatuur
Apparatuur die veel stroom gebruikt (wasmachine, wasdroger) hebben een grotere kans op het veroorzaken van brand. Maar ook televisies kunnen brand veroorzaken. In een televisie zitten vaak elektronische onderdelen, die direct contact maken met het lichtnet. Door stof en vettige neerslag binnenin de televisie kan er een stroom gaan lopen die warmteontwikkeling geeft. Daarom kan een televisie beter met de schakelaar uitgezet worden, in plaats van die op stand-by te laten staan. Ook een strijkijzer kan brand veroorzaken, maar daarbij is het meestal onbedachtzaamheid van de gebruiker, door bijvoorbeeld het strijkijzer op de kleding te laten staan wanneer de telefoon gaat.

### Werkzaamheden
Werkzaamheden waarbij brandbare stoffen in aanraking komen met vonken of vlammen hebben een verhoogd risico. Bijvoorbeeld het repareren van bitumineuze daken met een gasbrander is brandgevaarlijk. De bitumineuze dakbedekking wordt zacht gemaakt door een vlam, maar het materiaal zelf is ook brandbaar. Daar komt bij dat bij fel zonlicht soms slecht te zien is of het materiaal vlam gevat heeft. Het is daarom noodzakelijk om altijd twee poederblussers (ABC-blussers) van ongeveer 5 kilogram bij zich te hebben. Als er onverhoopt brand uitbreekt, moet er EERST de brandweer gealarmeerd worden. Daarna dient iedereen de omgeving direct te verlaten. Pas DAN kan een bluspoging worden gewaagd. Lukt de bluspoging niet, dan is het wachten op de brandweer die meestal na ongeveer 10 minuten ter plaatse is. Wacht men te lang met alarmeren en woedt de brand verder, dan is de kans zeer groot dat de brand oncontroleerbaar wordt.
Bij werkzaamheden aan het groot dak met een brander er altijd voor zorgen dat men via twee plaatsen het dak kan verlaten via een ladder. Dit om te voorkomen dat een brand een vluchtweg afsnijdt en men niet meer het dak af kan. Hoe meer vluchtwegen aanwezig zijn, hoe kleiner de kans door brand ingesloten te worden.

## Bouwkundige voorzieningen

### Brandcompartimentering
Volgens het brandbeveiligingsconcept van het Nederlandse Ministerie van Binnenlandse Zaken en Koninkrijksrelaties (BZK) uit omstreeks 1990 en het Bouwbesluit is het belangrijkste element om uitbreiding van de brand te voorkomen: het brandcompartiment. Een brandcompartiment is een deel van het gebouw met als eigenschap dat een brand die in dat compartiment ontstaat, gedurende een bepaalde periode (afhankelijk van het type gebouw), maar minimaal 20 minuten binnen dat compartiment blijft. Diegenen die zich in het compartiment bevinden waarin de brand ontstaat, moeten in staat zijn binnen een halve minuut een veilige ruimte te bereiken. Na een halve minuut neemt het gevaar op verstikking door de rook heel snel toe.
In het bouwbesluit (bouwregelgeving) is brandcompartimentering een belangrijk onderdeel. Hierbij wordt uitgegaan van het beheersbaar houden van een eventuele brand. De maximale oppervlakte van een brandcompartiment wordt bij (de meeste) nieuw te bouwen gebouwen gesteld op 1000 m² (er zijn mogelijkheden om grotere ruimten te maken door een of meerdere gelijkwaardige oplossingen). Een bouwwerk wordt onderverdeeld in brandcompartimenten door middel van constructies welke een weerstand hebben tegen brand (WBDBO, weerstand tegen branddoorslag en brandoverslag). Dit houdt in dat de constructie ervoor zorgt dat een brand voor een bepaalde periode binnen één brandcompartiment blijft. Eventueel aanwezige deuren in deze constructies moeten brandwerend en zelfsluitend zijn.

### Subbrandcompartimentering
Een veilige vluchtroute wordt gerealiseerd door een verdere indeling van het gebouw in subbrandcompartimenten, voorheen ook wel rookcompartimenten genoemd. Een brandcompartiment moet altijd ingedeeld worden in subbrandcompartimenten of zogenoemde beschermde vluchtroutes. Hiermee wordt ervoor gezorgd dat men niet ver hoeft te lopen voordat zij in een rook- en brandvrij gebied zijn en veilig kunnen vluchten.

### Brandvoortplanting
De vloerbedekking, raambekleding en meubilair kunnen een beginnende brand aanwakkeren. Met name het polyetherschuim dat bijvoorbeeld in matrassen, bankstellen en fauteuils gebruikt wordt kan bij brand zeer veel dichte rook veroorzaken.
Bepaalde materialen kunnen giftige gassen afgeven bij brand. Een voorbeeld hiervan zijn plastic panelen. Van dergelijke materialen is vaak ook een (duurdere) soort te koop, die veel minder giftige gassen afgeeft.

## Installatietechnische voorzieningen
Voorbeelden van de meest voorkomende installatietechnische voorziening ter bestrijding, beheersing of ontdekking van brand:
- Blusdeken
- Brandblusser
- Brandmeldinstallatie
- Brandslang
- Noodverlichting
- Ontruimingsalarminstallatie
- Rook- en warmteafvoerinstallatie
- Rookmelder
- Sprinklerinstallatie
- Vluchtrouteaanduidingen
- Vrijloop deurdranger of kleefmagneten bij deuren

## Fire Safety Engineering
Naast de standaard bouwregelgeving aanhouden, is het mogelijk om het zogenaamde "Fire Safety Engineering" (FSE) toe te passen. Hierbij worden niet strikt de bouwregels nageleefd, maar wordt er door middel van wetenschappelijke reken- en simulatiemodellen onderbouwd dat een gelijkwaardig veilige situatie. Dit wordt meestal gedaan met CFD-modellen en aanverwante rekenmethoden.

## Wetgeving
De basis van de wetgeving rondom brandpreventie is de bouwregelgeving. Dit begint met de Woningwet die vervolgens het Bouwbesluit aanstuurt, in het Bouwbesluit worden de bouwkundige eisen geformuleerd en gebruikseisen. Vanuit deze regelgeving wordt bepaalde normen aangestuurd, zoals NEN-normen. De NEN-normen geven invulling aan enkele kort omschreven eisen in het Bouwbesluit. Niet alle NEN-normen zijn verplicht, maar alleen de NEN-normen die als zodanig genoemd zijn in Bouwbesluit en andere regelgeving.
De Arbeidsomstandighedenwet en daarbij behorende Arbobesluit kunnen aanvullende eisen stellen aan brandveiligheid bij bouwwerkzaamheden, onderhoud, reparatie en het gebruik van utiliteitsgebouwen.